# 貝塚郵便局
貝塚郵便局（かいづかゆうびんきょく）
- 大阪府貝塚市にある郵便局。本記事にて記述する。

貝塚簡易郵便局（かいづかかんいゆうびんきょく）
- 新潟県佐渡市にある簡易郵便局。局番号は12785。

貝塚郵便局（かいづかゆうびんきょく）は、大阪府貝塚市にある郵便局。民営化前の分類では集配普通郵便局であった。

## 概要
住所：〒597-8799 大阪府貝塚市海塚308-1

## 沿革
- 1872年2月3日（明治4年12月25日） - 貝塚郵便取扱所として開設[1]。
- 1875年（明治8年）1月1日 - 貝塚郵便局（五等）となる。
- 1885年（明治18年）6月25日 - 貯金取扱を開始。
- 1890年（明治23年）7月16日 - 為替取扱を開始。
- 1892年（明治25年）10月1日 - 貝塚郵便受取所となる。
- 1905年（明治38年）4月1日 - 貝塚郵便局となる。
- 1950年（昭和25年）10月1日 - 集配業務の取扱を開始するとともに、特定郵便局から普通郵便局に局種別改定[2]。
- 1950年（昭和25年）11月16日 - 電気通信業務の取扱を、新設の貝塚電報電話局に移管。
- 1956年（昭和31年）10月5日 - 電話通話および和文電報受付事務の取扱を開始。
- 1975年（昭和50年）6月23日 - 貝塚市海塚225-1から、同308-1に局舎を新築、移転。
- 1999年（平成11年） - 外国通貨の両替および旅行小切手の売買に関する業務取扱を開始。
- 2006年（平成18年）9月25日 - 水間郵便局（〒597-0199→〒597-0104）から集配業務を移管[3]。
- 2007年（平成19年）10月1日 - 民営化に伴い、併設された郵便事業貝塚支店に一部業務を移管。
- 2012年（平成24年）10月1日 - 日本郵便株式会社発足に伴い、郵便事業貝塚支店を貝塚郵便局に統合。

## 取扱内容
- 郵便、印紙、ゆうパック、内容証明
- 貯金、為替、振替、振込、国際送金、国債、投資信託
- 生命保険、バイク自賠責保険、自動車保険
- ゆうちょ銀行ATM
- 「597-00xx」「597-01xx」区域（貝塚市＝三ツ松（2576番地）および清児新町（せちごしんまち）を除く各区域[4]）の集配業務
- ゆうゆう窓口

## 周辺
- 貝塚警察署
- 大阪府立貝塚高等学校
- 貝塚市立第一中学校

## 風景印
- 水ナス型の変形枠に図案は水間寺三重塔と貝塚市のロゴマーク「希望のトス未来にアタック　貝塚市」を描いている。局名表記は「貝塚」
- 使用開始日は2006年9月25日

## アクセス
- 南海本線、水間鉄道水間線 貝塚駅から徒歩約5分
- 水鉄バス、は〜もに〜ばす 一中前停留所下車
- 阪神高速湾岸線 貝塚出入口から南東へ約1.5km
- 駐車場あり：15台